# 이은서 (사격 선수)
이은서(1993년 8월 15일~)는 대한민국의  사격 선수로 주 종목은 소총이다.

## 경력
1993년 부산에서 태어났으며 경상북도 포항에서 성장했다. 2007년 동지여자중학교 2학년 때 사격을 시작했으며 같은 해에 본격적으로 사격을 하기 위해 경북체중으로 전학을 갔다. 이후 경북체중을 졸업한 후 경북체고에 진학했으며 졸업 후에는 IBK기업은행 사격단에 입단했다.
2012년 처음으로 대한민국 국가대표가 되었으며 그 해 1월 카타르 도하에서 열린 2012년 아시아 선수권 대회에 참가했다. 그녀는 이 대회 10m 공기소총 경기에서 30위를 했다. 이후 2015년에 다시 국가대표로 발탁되어 2015년과 2016, 2017년 사격 월드컵에 참가했다.
2018년에는 IBK기업은행을 떠나 우리은행 사격단에 입단했다. 같은 해 9월에는 대한민국 창원에서 열린 2018년 세계 선수권 대회에 참가했으며 50m 소총 복사에서 30위. 50m 소총 3자세 종목에서 21위에 올랐다. 이듬해인 2019년 11월에는 도하에서 열린 2019년 아시아 선수권 대회에 참가했다. 이은서는 그 대회 50m 소총 복사 종목에서 중국의 완샹옌의 뒤를 이어 은메달을 획득했으며 단체전에서 배상희, 김제희와 함께 출전하여 동메달을 획득했다.
2023년 10월에는 중국 항저우에서 열린 2022년 아시안 게임에 참가했다. 50m 소총 3자세 개인전에서 4위에 올랐으며 10m 공기소총 혼성전에서 박하준과 함께 동메달을 획득했다. 또한 50m 사격 소총 3자세 단체전에서 배상희와 김제희와 함께 중국과 인도의 뒤를 이어 동메달을 획득했다.